# Dérbi do Mar

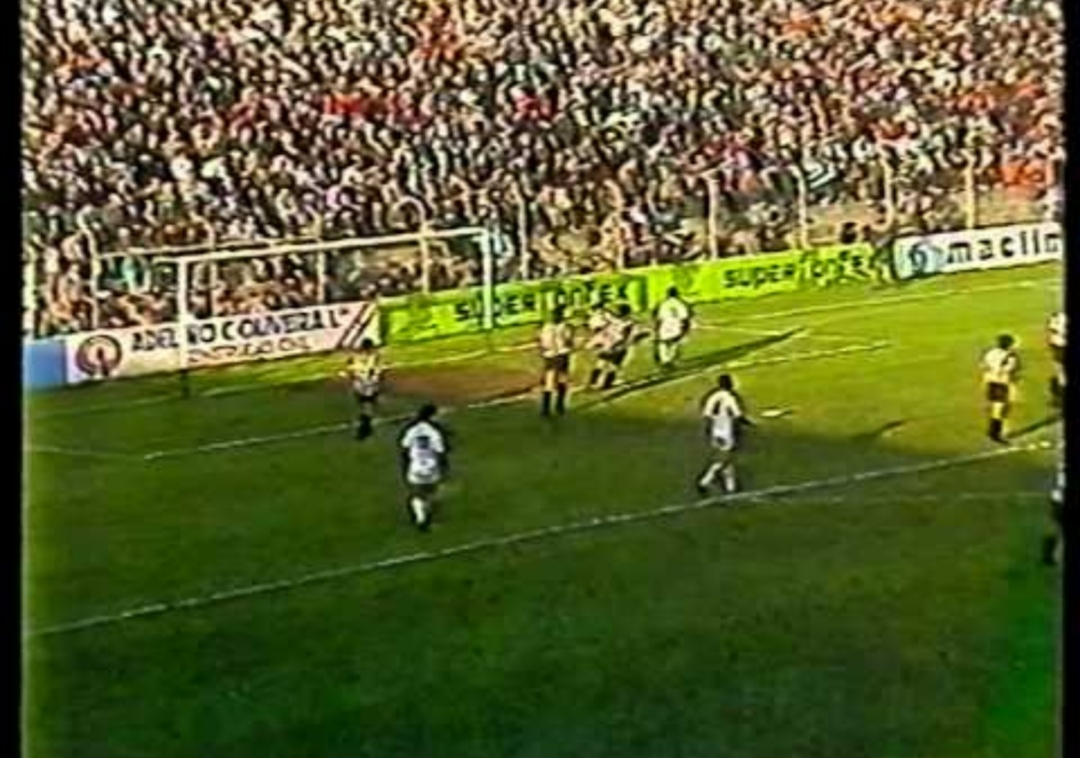
Varzim vs Rio Ave

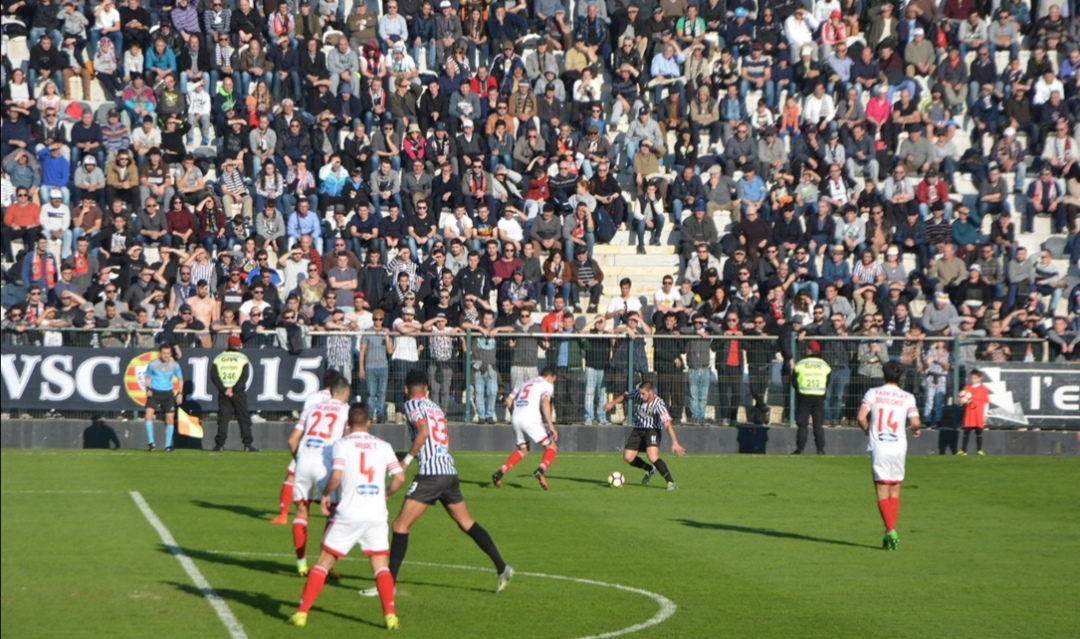
Jogo da segunda liga

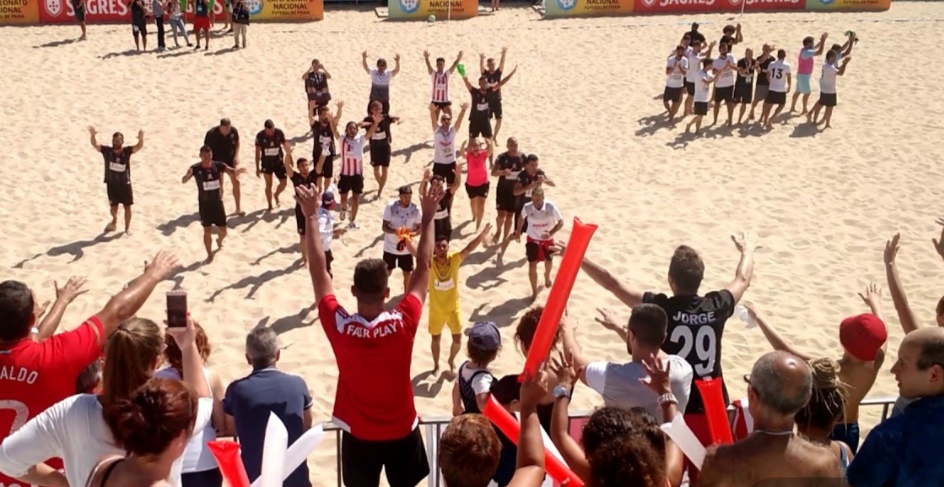
Leixões campeão da segunda divisão de futebol praia frente ao Varzim

O Dérbi do Mar surgiu a partir das rivalidades entre os pescadores da Póvoa de Varzim, Vila do Conde, Leça da Palmeira e Matosinhos. Três terras ligadas ao mar onde os seus barcos encontravam-se no meio do alto mar à procura do melhor peixe pra depois poderem vender e consumir, havendo uma enorme competição para ter a maior montante de peixe. 
Esta rivalidade dos pescadores foi trazida pro futebol, nomeadamente entre os clubes Varzim SC, Rio Ave FC, Leixões SC e Leça FC. Contudo estes podem ser subdivididos em categorias como o dérbi entre o Varzim e o Rio Ave e o dérbi entre o Leixões e o Varzim num patamar mais superior já que envolve jogos nos quadros profissionais mais altos do futebol português, enquanto que o dérbi entre o Leixões e o Leça é menos mediático devido a diferença de qualidades entre equipas que ao estar em competições diferentes acabam por não disputar tantos encontros entre si. 
Estes jogos são os mais emotivos de cada clube e trazem grandes números de espectadores aos estádios que se enchem de rivalidade.   